# El Bluff
El Bluff est un village du Nicaragua. Il s'agit d'un port situé sur l'île du même nom, à l'entrée de la baie de Bluefields, sur le littoral de la mer des Caraïbes. Il appartient à la municipalité de Bluefields, dans la Région autonome de la Côte caraïbe sud. Au recensement de 2005, El Bluff comptait 1 833 habitants.
L'île abrite également le phare de El Bluff.

## Histoire
El Bluff sert d'avant-port à Bluefields, ce qui en fait un point stratégique important. Au début des années 1980, dans le cadre de la lutte américaine contre la révolution sandiniste, la CIA fait miner les eaux de plusieurs ports nicaraguayens : Corinto, Puerto Sandino (en) et El Bluff. Le 25 avril 1984, deux bateaux de pêche nicaraguayens sont endommagés par ces engins au large d'El Bluff.
Le port subit d'importants dégâts lors du passage de l'ouragan Joan, en octobre 1988.